# Distoleon exiguus
Distoleon exiguus is een insect uit de familie van de mierenleeuwen (Myrmeleontidae), die tot de orde netvleugeligen (Neuroptera) behoort. 
Distoleon exiguus is voor het eerst wetenschappelijk beschreven door Navás in 1914.